# Alycia J. Weinberger
Alycia J. Weinberger est membre du personnel de la Carnegie Institution de Washington. Avant de rejoindre l'équipe scientifique de Carnegie en 2001, elle est chercheuse postdoctorale en caméra infrarouge proche et spectromètre multi-objets (NICMOS) et boursière postdoctorale en astrobiologie à l'Université de Californie à Los Angeles (UCLA). Elle obtient son BA en physique de l'Université de Pennsylvanie et son doctorat de Caltech. Elle est la lauréate 2000 du prix Annie J. Cannon en astronomie  et de la médaille d'or Vainu Bappu de la Société astronomique de l'Inde (en) pour 2000 (décernée en 2002). En 2019, elle est sélectionnée pour devenir membre de l'American Astronomical Society.
Alycia Weinberger étudie la formation des planètes, en utilisant des méthodes d'observation telles que l'imagerie à ultra-haute résolution spatiale utilisant des instruments avancés au sol et dans l'espace, y compris le télescope spatial Hubble. Ses recherches portent sur les disques entourant les étoiles proches afin de comprendre les conditions de naissance de nouvelles planètes.

## Publications sélectionnées
- "Debris Disks Around Near Near Stars with Circumstellar Gas," Roberge, A. & Weinberger, AJ 2008, ApJ, sous presse ( astro-ph/arXiv:0711.4561 )
- "Matériaux organiques complexes dans le disque circumstellaire de HR 4796A," Debes, JH, Weinberger, AJ & Schneider, G. 2007, Astrophysical Journal Letters, 673, L191
- « Stabilisation du disque autour de Beta Pictoris par un gaz extrêmement riche en carbone », Roberge, A., Feldman, PD, Weinberger, AJ, Deleuil, M., & Bouret, J.-C. 2006, Nature, 441, 724
- "Evolution des disques circumstellaires autour des étoiles normales : placer notre système solaire dans son contexte", Meyer, MR, Backman, DE, Weinberger, AJ & Wyatt, MC 2006, dans Protostars and Planets V ( University of Arizona Press : Tucson ), Ed. B. Reipurth, D. Jewitt et K. Keil (ISBN 978-0-8165-2654-3)